# Ivy Queen

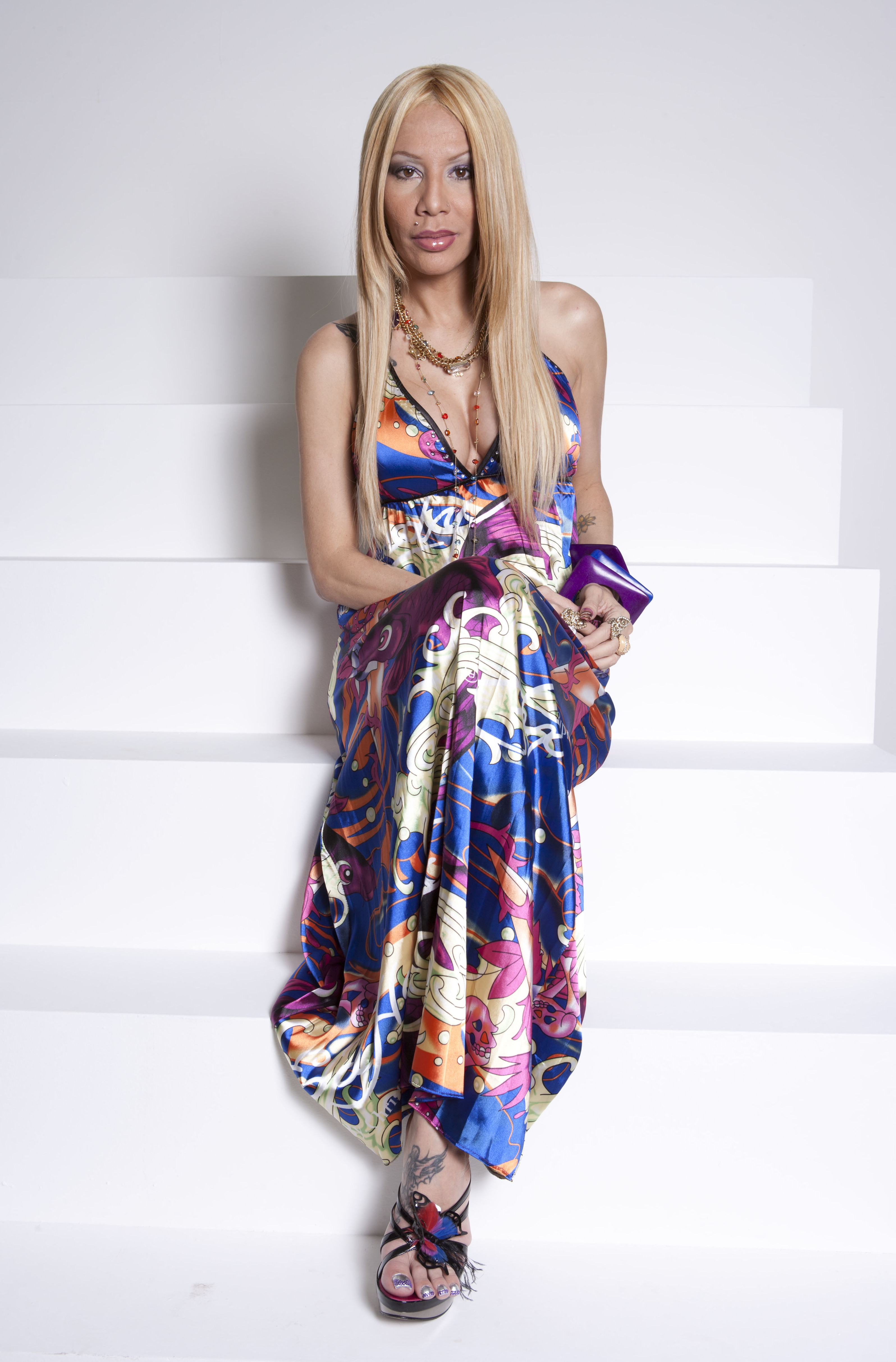
Ivy Queen (2010)

Ivy Queen; eigentlich Martha Ivelisse Pesante (* 4. März 1972 in Añasco, Puerto Rico) ist eine puerto-ricanische Reggaeton-Sängerin.

## Leben
Ivy Queen wuchs in New York City auf. Ihre Karriere begann in der puerto-ricanischen Gruppe Noise, bei der sie auch ihren ersten Hit Somos Raperos Pero No Delincuentes schrieb und spielte. 1997 erschien ihr Solo-Debütalbum En Mi Imperio bei Sony International Records, es wurde über 100.000 Mal verkauft. Für ihr zweites Album The Original Rude Girl (1998) arbeitete sie mit Wyclef Jean zusammen. Ihr nächstes Album Diva (2003) wurde vom Label Real Music produziert. Alle Lieder auf dem Album wurden von Ivy Queen selber geschrieben und eingespielt, in Zusammenarbeit mit Reggaeton-Künstlern wie K7, El Mexicano und Produzent Gran Omar. Auf Ivy Queens 2005er Album Real sind als Gastmusiker unter anderem La India, Noriega, Fat Joe und Swizz Beatz zu hören.

## Diskografie

### Studioalben
- 1997: En Mi Imperio
- 1998: The Original Rude Girl

| Jahr | Titel       | Höchstplatzierung, Gesamtwochen, AuszeichnungChartplatzierungen (Jahr, Titel, Platzierungen, Wochen, Auszeichnungen, Anmerkungen) | Höchstplatzierung, Gesamtwochen, AuszeichnungChartplatzierungen (Jahr, Titel, Platzierungen, Wochen, Auszeichnungen, Anmerkungen) | Anmerkungen                           |
| Jahr | Titel       | US | Latin | Anmerkungen                           |
| ---- | ----------- | --- | --- | ------------------------------------- |
| 2003 | Diva        | — | Latin24 Platin · (26 Wo.)Latin |                                       |
| 2004 | Real        | — | Latin25 (17 Wo.)Latin |                                       |
| 2005 | Flashback   | — | Latin10 Platin · (24 Wo.)Latin |                                       |
| 2007 | Sentimiento | US105 (6 Wo.)US | Latin4 Platin · (52 Wo.)Latin |                                       |
| 2010 | Drama Queen | US163 (1 Wo.)US | Latin3 (29 Wo.)Latin |                                       |
| 2012 | Musa        | — | Latin15 (5 Wo.)Latin | Erstveröffentlichung: 21. August 2012 |

Weitere Studioalben
- 2015: Vendetta

### Livealben
| Jahr | Titel                                                           | Höchstplatzierung, Gesamtwochen, AuszeichnungChartplatzierungen (Jahr, Titel, Platzierungen, Wochen, Auszeichnungen, Anmerkungen) | Höchstplatzierung, Gesamtwochen, AuszeichnungChartplatzierungen (Jahr, Titel, Platzierungen, Wochen, Auszeichnungen, Anmerkungen) | Anmerkungen |
| Jahr | Titel                                                           | US | Latin | Anmerkungen |
| ---- | --------------------------------------------------------------- | --- | --- | ----------- |
| 2008 | Ivy Queen - World Tour 2008: LIVE! From Coliseum Of Puerto Rico | — | Latin72 (1 Wo.)Latin |             |

### Kompilationen
| Jahr | Titel                 | Höchstplatzierung, Gesamtwochen, AuszeichnungChartplatzierungen (Jahr, Titel, Platzierungen, Wochen, Auszeichnungen, Anmerkungen) | Höchstplatzierung, Gesamtwochen, AuszeichnungChartplatzierungen (Jahr, Titel, Platzierungen, Wochen, Auszeichnungen, Anmerkungen) | Anmerkungen |
| Jahr | Titel                 | US | Latin | Anmerkungen |
| ---- | --------------------- | --- | --- | ----------- |
| 2005 | The Best of Ivy Queen | — | Latin55 (2 Wo.)Latin |             |

Weitere Kompilationen
- 2005: Real Streets
- 2006: Reggaetón Queen
- 2006: Cosa Nostra: Hip Hop (mit Gran Omar)

### EPs
| Jahr | Titel                 | Höchstplatzierung, Gesamtwochen, AuszeichnungChartplatzierungen (Jahr, Titel, Platzierungen, Wochen, Auszeichnungen, Anmerkungen) | Höchstplatzierung, Gesamtwochen, AuszeichnungChartplatzierungen (Jahr, Titel, Platzierungen, Wochen, Auszeichnungen, Anmerkungen) | Anmerkungen |
| Jahr | Titel                 | US | Latin | Anmerkungen |
| ---- | --------------------- | --- | --- | ----------- |
| 2014 | Vendetta: First Round | — | Latin33 (1 Wo.)Latin |             |

Weitere EPs
- 2006: e5
- 2015: Vendetta: Urban
- 2015: Vendetta: Hip Hop
- 2015: Vendetta: Bachata
- 2015: Vendetta: Salsa
- 2019: Llego La Queen
- 2020: The Way of Queen

### Singles
| Jahr | Titel Album                                                          | Höchstplatzierung, Gesamtwochen, AuszeichnungChartsChartplatzierungen (Jahr, Titel, Album, Platzierungen, Wochen, Auszeichnungen, Anmerkungen) | Anmerkungen                         |
| Jahr | Titel Album                                                          | Latin | Anmerkungen                         |
| ---- | -------------------------------------------------------------------- | --- | ----------------------------------- |
| 2003 | Quiero Bailar Diva                                                   | Latin29 (8 Wo.)Latin | Höchstplatzierung in US-L erst 2005 |
| 2005 | Cuéntale Flashback                                                   | Latin3 (26 Wo.)Latin |                                     |
| 2005 | Te He Querido, Te He Llorado Flashback                               | Latin10 (20 Wo.)Latin |                                     |
| 2006 | Libertad Flashback                                                   | Latin13 (17 Wo.)Latin |                                     |
| 2007 | Que Lloren Sentimiento                                               | Latin10 (20 Wo.)Latin |                                     |
| 2007 | En Que Fallamos Sentimiento                                          | Latin44 (2 Wo.)Latin |                                     |
| 2008 | Dime Ivy Queen - World Tour 2008: LIVE! From Coliseum Of Puerto Rico | Latin8 (20 Wo.)Latin |                                     |
| 2010 | La Vida Es Así Drama Queen                                           | Latin11 (20 Wo.)Latin |                                     |

Weitere Singles
| - 1997: Como Mujer - 1997: Pongan Atención - 1999: In The Zone (feat. Wyclef Jean) - 1999: Ritmo Latino (feat. Victor Vergas & WepaMan) - 2004: Quiero Saber (feat. Gran Omar) - 2004: Papi Te Quiero - 2004: Tuya Soy - 2004: Guillaera (feat. Gran Omar) - 2004: Tu No Puedes - 2004: Súbelo - 2004: Chika Ideal - 2004: Rociarlos (feat. Héctor el Father & Gran Omar) - 2004: Dile - 2005: Angel Caído - 2006: Nuestro Himno - 2007: Sentimientos - 2007: Menor Que Yo - 2009: La Velita (mit Arcángel, Zion & Jadiel) - 2009: Permanent (mit Cosculluela) - 2010: Amor Puro - 2012: Peligro De Extinción - 2012: Vamos A Celebrar (mit Victoria Sanabria) - 2013: Cupido - 2014: Cuando Las Mujeres | - 2014: No Hay - 2015: Soy Libre - 2015: Vamos A Guerrea (feat. Ñengo Flow) - 2015: Nací Para Amarte (feat. Jowell y Randy) - 2015: Vendetta - 2016: Que Se Jodan - 2017: Ámame o Mátame (feat. Don Omar) - 2017: El Lobo Del Cuento - 2017: No Pueden Pararme - 2018: Por Mí - 2018: Mí Vecina - 2018: A Forgotten Spot (Olvidado) (mit Lin-Manuel Miranda, Zion y Lennox, De La Ghetto, PJ Sin Suela &Lucecita Benitez) - 2019: Pal Frente y Pa Tras - 2019: Yo Quiero Bailar - 2019: Melaza y Candela (mit Mela Melaza) - 2019: 787 - 2019: La Roca - 2020: Un Baile Más - 2020: Peligrosa - 2020: Antídoto - 2020: Next - 2020: Yo Perreo Sola (Remix) (mit Bad Bunny & Nesa) - 2021: Leyendes (Karol G, Wisin & Yandel & Nicky Jam feat. Ivy Queen, Zion & Alberto Stylee, US: Gold) |

## Auszeichnungen für Musikverkäufe
| Goldene Schallplatte - Spanien - 2025: für die Single Quiero Bailar |

Anmerkung: Auszeichnungen in Ländern aus den Charttabellen bzw. Chartboxen sind in ebendiesen zu finden.
| Land/RegionAuszeichnungen für Musikverkäufe (Land/Region, Auszeichnungen, Verkäufe, Quellen) | Gold     | Platin     | Verkäufe | Quellen             |
| -------------------------------------------------------------------------------------------- | -------- | ---------- | -------- | ------------------- |
| Spanien (Promusicae)                                                                         | Gold1    | —          | 30.000   | elportaldemusica.es |
| Vereinigte Staaten (RIAA)                                                                    | Gold1    | 3× Platin3 | 210.000  | riaa.com            |
| Insgesamt                                                                                    | 2× Gold2 | 3× Platin3 |          |                     |